# Jagged Little Pill
Az 1995-ös Jagged Little Pill Alanis Morissette harmadik nagylemeze, az első, amely világszerte megjelent. Ez volt az első album az MCA Records-szal történt szakítás utáni hároméves hallgatás után. Az albumon eltávolodik a korábbi dance-pop hangzástól egy alternatív rockosabb, grunge-szerű stílushoz. A „Jagged Little Pill” kifejezés a You Learn-ben hallható, nem sokkal a refrén előtt.
Morissette azután kezdte rögzíteni az albumot, hogy Torontóba költözött. Ezután Los Angeles-be utazott, ahol találkozott Glen Ballard producerrel, aki az album egyetlen producere volt. A Jagged Little Pill meghozta az áttörést az énekesnőnek. Világszerte felkerült az albumlistákra, a Billboard 200 élére került, és tizenkét héten vezette a listát (de nem egyfolytában). 2009-ig 33 millió példányban kelt el a lemez. Az album tíz további országban vezette a listákat, köztük az Egyesült Királyságban, Svédországban, Ausztráliában, Új-Zélandon, Finnországban és Hollandiában. További országokban bekerült a 100 legeladottabb album közé. A Billboard magazin az 1990-es évek legeladottabb albumának nevezte.
Az 1990-es évek utolsó három évében kilenc Grammy-jelölést kapott, ebből ötször nyert díjat. 1996-ban a legjobb új előadónak járó díjat kapta meg, 21 évesen a legfiatalabb díjazott volt. A legjobb rockalbum díját is megnyerte. A You Oughta Know kislemez két grammyt kapott: legjobb női rockénekes teljesítmény és legjobb rockdal, a dalt jelölték az év dala kategóriában is. Ugyanebben az évben Morrissette-t a legjobb új előadónak jelölték.
A Jagged Little Pill vegyes kritikákat kapott, többen dicsérték az album tehetségét és a szövegeket. Az album több összeállításba bekerült. 2002 októberében a Rolling Stone a 31. helyre tette a Women In Rock – The 50 Essential Albums listán, míg 2003-ban a 327. lett Minden idők 500 legjobb albumának listáján. A The Definitive 200 Albums listán a 26. helyre került. Szerepel továbbá az 1001 lemez, amit hallanod kell, mielőtt meghalsz című könyvben.

## Az album dalai
A dalszövegeket Alanis Morissette írta, a dalokat Morrissette és Glen Ballard szerezte.
|     | Cím                                                               | Hossz |
| --- | ----------------------------------------------------------------- | ----- |
| 1.  | All I Really Want                                                 | 4:45  |
| 2.  | You Oughta Know                                                   | 4:09  |
| 3.  | Perfect                                                           | 3:08  |
| 4.  | Hand in My Pocket                                                 | 3:42  |
| 5.  | Right Through You                                                 | 2:56  |
| 6.  | Forgiven                                                          | 5:00  |
| 7.  | You Learn                                                         | 4:00  |
| 8.  | Head over Feet                                                    | 4:27  |
| 9.  | Mary Jane                                                         | 4:41  |
| 10. | Ironic                                                            | 3:50  |
| 11. | Not the Doctor                                                    | 3:48  |
| 12. | Wake Up                                                           | 4:54  |
| 13. | You Oughta Know (The Jimmy Saint Blend)/Your House (rejtett szám) | 8:13  |

## Közreműködők
- Alanis Morissette – szájharmonika, ének
- Glen Ballard – gitár, billentyűk, programozás, producer, hangmérnök, keverés
- Dave Navarro – gitár a You Oughta Know-on
- Basil Fung – gitár
- Michael Landau – gitár
- Joel Shearer – gitár
- Lance Morrison – basszusgitár a Perfect, Right Through You, Forgiven, Mary Jane, Ironic és Wake Up dalokon
- Flea – basszusgitár a You Oughta Know-on
- Michael Thompson – orgona
- Benmont Tench – orgona
- Rob Ladd – ütőhangszerek, dob
- Matt Laug – dob
- Gota Yashiki – groove-aktivátor az All I Really Want-on
- Ted Blaisdell – hangmérnök
- David Schiffman – hangmérnök
- Victor McCoy – hangmérnökasszisztens
- Rich Weingart – hangmérnökasszisztens
- Chris Fogel – hangmérnök, keverés
- Francis Buckley – további keverés
- Jolie Levine – produkciós koordinátor
- Chris Bellman – mastering
- Tom Recchion – művészi vezető, design
- John Patrick Salisbury – fényképek

## Fordítás
- Ez a szócikk részben vagy egészben a Jagged Little Pill című angol Wikipédia-szócikk ezen változatának fordításán alapul.  Az eredeti cikk szerkesztőit annak laptörténete sorolja fel. Ez a jelzés csupán a megfogalmazás eredetét és a szerzői jogokat jelzi, nem szolgál a cikkben szereplő információk forrásmegjelöléseként.